# Johannes XIII. (Papst)
Johannes XIII. (* in Rom; † 6. September 972 ebenda) war Papst vom 1. Oktober 965 bis 972. Er war Römer, stammte aber vielleicht nicht aus dem Hause der Crescentier, wie in einigen Quellen behauptet.
Nach dem Tod des von Otto I. unterstützten Papstes Leo VIII. wurde er auf Betreiben des Kaisers und in Gegenwart der kaiserlichen Gesandten Bischof Liutprand von Cremona und Otger von Speyer gewählt. Er war mit Alberich II. verwandt – möglicherweise der Sohn von Theodora der Jüngeren, der Schwester der Marozia – und entstammte möglicherweise der Familie der Crescentier, die in seiner Amtszeit ihre Macht in Rom stark ausbauen konnten. Vor seinem Pontifikat war er von 961 bis 965 Bischof von Narni und Bibliothekar der Römischen Kirche.
Während seiner gesamten Amtszeit stand er auf der Seite Ottos I. Wegen seines autoritären Stils geriet er während eines Aufstandes kaiserfeindlicher Fraktionen zeitweise in Gefangenschaft, aus der er schließlich entkam. Nachdem der Kaiser zum vierten Mal in Rom eintraf, hielt dieser ein hartes, aber unblutiges Gericht ab. Der Kaiser stellte den Kirchenstaat wieder her und vergrößerte das Patrimonium Petri auch noch. Danach vertrieb er Adalbert von Ivrea, der sich ein letztes Mal erhoben hatte, nach Korsika, wo sich dessen Spuren verloren.
Der Papst krönte am 25. Dezember 967 den Sohn Kaiser Ottos, Otto II., zum Mitkaiser. Damit wollte der Vater die Thronfolge im Heiligen Römischen Reich sichern. 967 erhob er auf einer Synode in Ravenna das Bistum Magdeburg zum Erzbistum. Dieses Bistum diente als Ausgangspunkt einer neuen Slawenmission. Am 19. April 972 vollzog Johannes XIII. die Trauung von Otto II. mit der byzantinischen Prinzessin Theophanu. Durch die Erhebung von Capua und Benevent zu Erzbistümern erhöhte er allerdings die Spannungen mit der östlichen Kirche, da beide Städte bis dahin unter byzantinischem Einfluss standen.
Johannes XIII. starb am 6. September 972 in Rom.